# Őrült tudós

„Kinevettek engem! ENGEM!!! De én megmutatom nekik! Megmutatom MINDENKINEK!!!” Korosodó, fehér bőrű férfi, görbe fogak, zilált haj, fehér köpeny, szemüveg/védőszemüveg, drámai póz – a tipikus őrült tudós.

Az őrült tudós egy szereplőtípus, egy vagy gonosz, vagy bomlott elméjű és zavarodott ember, aki találmányaival (szándékosan vagy önkéntelenül) „megbontja a természet rendjét”. Tipikus példák az irodalomban Dr. Frankenstein (Frankenstein, avagy a modern Prométheusz, Dr. Moreau (Dr. Moreau szigete), Challenger professzor (Az elveszett világ) vagy Dr. Jekyll (Dr. Jekyll és Mr. Hyde különös esete).
Jóindulatú változata a szórakozott professzor.

## Jellemzői
Az őrült tudósokat többnyire megszállottság és rendkívül veszélyes és ki nem próbált módszerek jellemzik. Motivációik között gyakran szerepel a bosszú, valós vagy képzelt sérelmek miatt, rendszerint a módszereik el nem ismerése miatt.
Egyéb jellemvonásaik például:
- tudományos kutatásaik közben nem törődnek ezek esetleges pusztító hatásainak kockázatával és a kapcsolódó etikai kérdésekkel
- önmagukon való kísérletezés
- Istent játszás, a természetes rend megbontása
- rendezetlen külső, mint vegyfoltos köpeny vagy zilált haj
- érzelmi kapcsolatok hiánya, „remete-lét”
- érdektelenség a hétköznapi, de kutatásukkal nem kapcsolatos ismeretek iránt
- német vagy észak-európai akcentus (angol nyelvterületen; ez annak következménye, hogy a második világháború előtt, alatt és után a sok tudós emigrált ezekről a területekről az Amerikai Egyesült Államokba)
- mániákus nevetés, különösen amikor a kísérleteik a sikerhez közelednek
- hosszas monológok a terveikről és a sérelmeikről
- egy vagy több végzettség vagy cím, mint doktor és professzor

Megjegyzendő, hogy a legtöbb ezek közül a tudósokkal kapcsolatos közhelyek eltúlzásából ered (a tudósokat gyakran tekintik úgy, mint akik elzárkóznak a külvilágtól, megszállottak a munkában stb.).
Mint irodalmi típus az őrült tudós tekinthető úgy, mint aki megtestesíti az emberiség félelmét az ismeretlentől és a következményektől, ha az emberiség olyasmihez nyúl, amit „jobb nem bolygatni”. Az őrült tudós, aki „istent játszik”, gyakran szerepel az emberi önhittség szimbólumaként, és oka a műben fellépő legfontosabb bonyodalmaknak, katasztrófáknak.

## Külső hivatkozások
- Mad Scientist - TvTropes